# Tarakan, Kalimantan de Est
Tarakan este un oraș din Indonezia.